# Caelius Vibenna
Caelius Vibenna (en langue étrusque : Caile Vipina) est un noble étrusque du VIe siècle av. J.-C. et le frère de Aulus Vibenna (Avile Vipina).

## Biographie
Selon Varron, un chef étrusque du nom de Caelius Vibenna aurait aidé Romulus dans ses guerres contre Titus Tatius ; il se serait ensuite établi avec ses hommes sur la colline du site de Rome aujourd'hui appelée Caelius, dont le nom aurait ainsi dérivé du sien. Ces mêmes « colons » étrusques auraient été ensuite déplacés des hauteurs du Caelius vers les parties basses, donnant alors leur nom à un quartier, le Vicus Tuscus.  Tacite qui précise que cette colline aurait été précédemment nommée « Querquetulanus » (d'après les chênes couvrant la colline) a repris à son compte cette histoire, très suspecte d'être une élaboration ad hoc pour expliquer l'existence d'un quartier "étrusque" très ancien au cœur de Rome; on notera que Varron pour sa part attache un sanctuaire  "Querquetulanus", à un autre secteur de Rome, le quartier des Exquilies, qui comprend les monts appelés Oppius et Cispius.
Un Caelius Vibenna, évidemment différent, aurait avec son frère Aulus aidé deux siècles plus tard le roi Tarquin le Superbe. 
Une urne funéraire avec l'inscription Arnth Caule Vipina a été trouvée au Deposito dei Dei en Étrurie. Les cendres à l'intérieur sont celles d'un Étrusque portant le même nom, mais il est peu probable que ce soit celles de Caelius Vibenna.

## Caelius Vibenna dans la légende étrusque
Claude, dans un discours devant le Sénat romain, a fait allusion aux  faits d'armes d'un Caelius Vivenna et de son compagnon Mastarna que Claude assimile à Servius Tullius. Claude a fait valoir que Mastarna a quitté l'Étrurie avec les restes de l'armée de Caelius et a occupé la colline Caelius, la nommant par la suite Vibenna,.
Caelius et Aulus Vibenna sont bien représentés dans la légende étrusque.
La Tombe François à Vulci contient une scène montrant Caelius et Aulus Vibenna prenant part à l'une de ces aventures. 
La scène semble montrer Caelius, Aulus Vibenna et Mastarna avec des compagnons nommés « Larth Ulthes », « Rasce » et « Marce Camitlnas ». Ces images montrent l'exécution des ennemis dont les noms sont « Laris Papathnas Velznach », « Pesna Arcmsnas Sveamach », « Venthical » […] « plsachs » et « Cneve Tarchunies Rumach » (assimilé à « Cnaeus Tarquin de Rome »). 

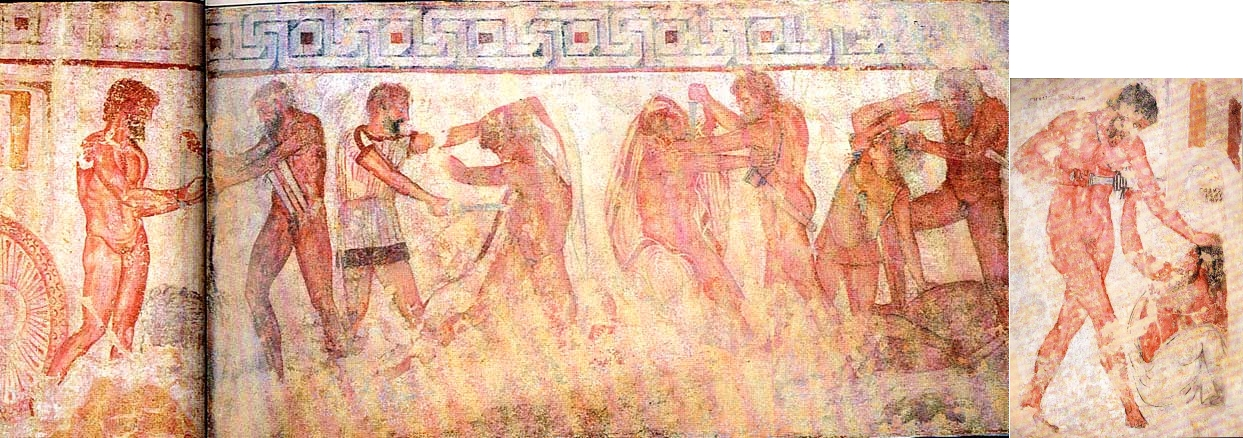
Scène de la Libération de Celio Vibenna, Tombe François, Vulci

Il semble que le groupe avait fait prisonnier Caelius, Aulus, Rasce et Marce, mais pendant leur sommeil, Larth Ulthes s'est introduit dans leur camp, armé d'épées qu'il a donné à ses compagnons. 
Les prisonniers  sont représentés en train de tuer leurs ravisseurs. Mastarna est montré libérant Caelus Vibenna.